# Marita Lorenz
Ilona Marita Lorenz (Bremen, 18 de agosto de 1939-Oberhausen, 31 de agosto de 2019) fue una espía alemana del gobierno estadounidense, conocida por haber sido amante de Fidel Castro y de Marcos Pérez Jiménez, además de haber estado involucrada en un intento de asesinato contra Castro en 1960, por órdenes de la CIA. En las décadas de 1970 y 1980, testificó sobre el asesinato de John F. Kennedy, afirmando que estaba involucrada con un grupo de militantes anticastristas, incluidos Frank Sturgis y E. Howard Hunt, de la CIA y el escándalo Watergate, poco antes del asesinato.

## Primeros años
Nació en la ciudad de Bremen, en la entonces Alemania nazi. Su padre, Heinrich Lorenz, era alemán y su madre, Alice June, estadounidense; junto a su familia vivió en el campo de concentración de Bergen-Belsen. Sufrió una violación por parte de los soldados de ocupación a los siete años de edad. Su padre había sido el capitán del vapor de pasajeros más veloz del mundo, el SS Bremen, y gozaba de gran reputación en la marina, al menos hasta que dos incidentes, ocurridos respectivamente en 1938 y 1941, vinieron a manchar su prontuario. En 1938, el capitán Lorenz fue arrestado en Nueva York y acusado de espionaje porque unos cuantos agentes de inteligencia alemanes disfrazados de turistas habían descendido, así parece, del buque que él comandaba. En 1941, el Bremen había sido convertido en un barco para transporte de tropas y Alemania estaba a punto de atacar Inglaterra, cuando naufragó víctima de una ofensiva aliada cerca de la costa de Bremerhaven. La Gestapo interrogó al comodoro Lorenz largamente. Se sospechaba de él porque su esposa era estadounidense. Aunque nada pudo probarse en su contra, Lorenz volvió a la guerra despojado del cargo, rebajado a teniente comandante. Lorenz había, en efecto, llevado a cabo tareas de contraespionaje, lo mismo que su esposa. En 1944, ella y su hija Marita fueron enviadas a Bergen-Belsen. Ambas sobrevivieron y tras la caída del régimen nazi, su madre trabajó como asistente del responsable militar de Bremerhaven y más adelante hasta colaboró con la CIA. Luego de terminada la Segunda Guerra Mundial, sus padres se mudaron a Nueva York. Allí sus padres se convertirían en agentes de la CIA, y serían piezas claves en la Guerra Fría. 

## Fidel Castro
Su padre, Heinrich Lorenz, era el capitán de un lujoso barco llamado "Berlin IV"; juntos viajan a La Habana, en febrero de 1959. Mientras estaban en el puerto, el líder cubano Fidel Castro se encontraba allí realizando una inspección. Observando el lujoso barco, se acerca, conoce a Heinrich Lorenz, y este le presenta a su hija Marita de diecinueve años de edad. 

"Me fijé en el mayor de ellos, que fumaba un puro, y le pregunté qué quería. 'Subir al barco para verlo', respondió. Y yo le dije: 'De acuerdo, suba'".  Estaba subyugada. ¡Fidel desprendía una fuerza seductora enorme! "Él me preguntó dónde estaba mi camarote. Una vez allí, tras abrir la puerta, me empujó al interior, me atrajo hacia sí y me abrazó. Ese fue mi primer beso con un hombre"
Marita Lorenz a Paris Match

Ella queda deslumbrada por el líder cubano de treinta y tres años de edad, y este no puede evitar la atracción que siente por la joven alemana; tanto así, que no duda en pedirle el número de su teléfono en Nueva York. Una semana después, Marita recibió una llamada de Fidel Castro, pidiéndole que volviera a La Habana; ella aceptó. El 20 de mayo de 1959, desde su suite 1222 en el hotel Havana Hilton, Marita le escribió a su madre: "Estoy bien, tengo todo y soy feliz". Le contó asimismo que "esta mañana Fidel está en Sierra Maestra", que "va a regresar en algún momento de la noche" y que, al despertar, halló la habitación llena de flores.

### La amante de Castro
Desde entonces se desempeñó como secretaria personal del líder de la Revolución cubana y se convirtieron en amantes. Después de siete meses, Marita quedó embarazada de Fidel. Poco tiempo después fue secuestrada por comandos, presuntamente de la CIA, que tras drogarla le indicaron que había abortado, aunque décadas más tarde supo que su hijo sobrevivió. Tiempo después terminó su relación con Fidel Castro y volvió a Nueva York.

"Fue muy difícil ver esas imágenes en pantalla, porque aún quiero a Fidel, aún lo extraño... fue mi primer amor. No pude contener las lágrimas. Todo de mí le perteneció a él en Cuba. Por otro lado, odio la forma en que Estados Unidos lo ve en su gobierno de Cuba, pero tengo esperanza de que esto cambie. Tengo los momentos de nuestra relación como grandes recuerdos".
Marita Lorenz después de la premiere de Querido Fidel. 

En enero de 1960, Lorenz participó en un intento fallido de envenenar a Castro. Lorenz huyó a los Estados Unidos y se unió a la Brigada Internacional Anticomunista.

### Agente CIA e intento de asesinato a Fidel Castro
Un informe secreto del FBI, que data del 21 de mayo de 1960, confirma que "Miss Lorenz fue considerada como una de las novias de Fidel Castro" y que quedó embarazada de él. Antes de que viese la luz pública en 1988, el informe circuló en un ámbito estrecho y llamó la atención entre la cúpula de la CIA.
A su regreso fue reclutada por el agente de la CIA Frank Sturgis (a quien el mismísimo Fidel llegó a tildar como "el mejor y más peligroso agente de toda la historia de la CIA".), y entrenada para asesinar a Fidel Castro en la estación JMWAVE de la CIA. El jefe de la Brigada Anticomunista Internacional, Gerry Patrick Hemming, fue su entrenador. A sabiendas de que había escapado con vida de un campo de concentración, le repetían sin parar que "quien sobrevivió a Bergen-Belsen puede trabajar para la CIA". Ciertos documentos del FBI recogen declaraciones de Sam Giancana, uno de los jefes de la mafia, vanagloriándose de tener a "una chica" pronta a envenenar a Castro. Sucesor de Al Capone, Giancana calculaba por aquel tiempo que la expropiación de los casinos equivalía, para la mafia, a perder 100 millones de dólares anuales. 
Fue enviada a Cuba con cápsulas de veneno escondidas en su maleta. Estando ya en presencia de Fidel, este le preguntó: "¿has venido a matarme?"; ella respondió: "sí". Entonces Castro le entregó su pistola y le dijo: "pues haz lo que viniste a hacer, mátame", a lo que ella respondió: "no puedo". Luego volvió a los Estados Unidos de América.

## Marcos Pérez Jiménez
Según Lorenz, en 1961 conoció al expresidente de Venezuela Marcos Pérez Jiménez, con el que mantuvo una relación, quedando embarazada y dando a luz a una niña llamada Mónica Mercedes. Según contó Marita Lorenz, cuando Pérez Jiménez estaba ya en la cárcel, antes de ser extraditado a Estados Unidos, ella y su niña fueron abandonadas en medio de una selva.
Conoció a Pérez Jiménez en una residencia en Miami Beach, mientras trabajaba como mensajera para la Brigada Internacional Anticomunista. Ella dijo que debía cobrar una contribución de 200.000 dólares de Pérez Jiménez para su grupo. «Se presentó como 'General Díaz' cuando lo conocí. Me persiguió durante seis semanas», dijo Lorenz.

## Asesinato de John F. Kennedy
También fue vinculada con el asesinato del presidente de Estados Unidos John F. Kennedy. Marita terminó siendo, a mediados de los setenta, uno de los testigos que convocó el Investigation Committee puesto a investigar el asesinato. Gracias a esa exposición perdió su trabajo en el FBI y sobrevivió "a más de un atentado", lo mismo que su hija Mónica y su segundo hijo, Mark, nacido en 1969 de su matrimonio con Mark Yurasits, agente del FBI.
En 1977, Lorenz relató a Paul Hanly del New York Daily News que conoció a Oswald en el otoño de 1963 en una casa de seguridad de la operación 40 en la Pequeña Habana de Miami. Según Lorenz, lo conoció antes del asesinato de Kennedy en 1963 en la casa de Orlando Bosch Ávila, con Frank Sturgis, Pedro Luis Díaz Lanz y otros dos cubanos presentes. Ella dijo que los hombres estudiaron mapas de calles de Dallas y que sospechaba que estaban planeando asaltar un arsenal. Lorenz indicó que ella se unió a los hombres que viajan a Dallas en dos vehículos y que llevaban "fusiles y miras telescópicas", pero voló de regreso a Miami el día después de su llegada. En respuesta a sus afirmaciones, Sturgis dijo que no recordaba haberse encontrado con Oswald y reiteró sus negativas anteriores de estar involucrado en una conspiración para matar a Kennedy. Lorenz también testificó ante el Comité Selecto de la Cámara sobre Asesinatos en la que afirmaba que Sturgis había sido uno de los hombres armados que dispararon contra John F. Kennedy en Dallas. El comité rechazó su testimonio, ya que fueron incapaces de encontrar cualquier otra evidencia para apoyarla. En una entrevista con Steve Dunleavy del New York Post, dijo que creía que agentes comunistas habían presionado a Lorenz en la fabricación de las acusaciones en su contra.
Lorenz testificó acerca de este plan de asesinato de Kennedy ante el Comité Selecto sobre Asesinatos (HSCA). Su testimonio fue investigado por el comité de política y este afirmó que era poco fiable.
En febrero de 1985, el abogado Mark Lane lee una declaración que Lorenz proporciona acerca de la acusación de libelo por E. Howard Hunt contra el tabloide del Liberty Lobby, The Spotlight. Lorenz vivía en la ciudad de Nueva York en ese momento; sin embargo, Lane lee la declaración en la corte declarando que Lorenz tenía "miedo de venir a Miami". La declaración reiteró acusaciones similares a las que proporcionó al HSCA. Lorenz dijo que conoció a Oswald en Miami a principios de 1960, y que en noviembre de 1963 Sturgis le pidió que fuera a Dallas con Oswald y él, para actuar como un señuelo. Su declaración dice que Oswald y siete cubanos anticastristas transportaron armas a Dallas en dos coches, poco antes del 22 de noviembre de 1963. Lorenz afirmó que Hunt llegó a su cuarto de hotel de Dallas y le proporcionó a Sturgis un sobre lleno de dinero en efectivo. De acuerdo con una versión, este testimonio se convirtió en el "centro" del libro de Lane de 1991 Plausible Denial.
En 1993, Lorenz fue entrevistada por la escritora de la revista Vanity Fair, Ann Louise Bardach, quien la describió como "una santa patrona de los amantes de la conspiración".  Bardach escribió: "al menos la mitad de su historia es fácilmente documentada por cuentas de otros y memorándums del FBI, la otra mitad carece de corroboración, y a veces, va en contra de la evidencia existente ".

### Informante
En 1970, Lorenz se casó con el gerente de un edificio de apartamentos cerca de las Naciones Unidas. Poco después, el FBI la reclutó para espiar a diplomáticos soviéticos. A pesar del hecho de que ella estaba viviendo en un apartamento de lujo, Lorenz y su hija de catorce años de edad, cuyo padre era el expresidente venezolano Marcos Pérez Jiménez, vivían de la asistencia pública del Estado de Nueva York. Lorenz había conocido al rico exdictador en Miami en 1961, dos años antes de ser arrestado y deportado a España. Marcos afirmó que quería reunirse con ella porque sabía que era la hija de Fidel. Años más tarde, en el programa de televisión de Geraldo, afirmaría que su contacto con Jiménez fue "una misión" para la CIA.

"De acuerdo con su contacto del FBI, Marita, ella se ofreció voluntariamente, hurgando en la basura todas las noches en busca de información útil. Con el tiempo se separó de su marido, se volvió a casar y luego se juntó con un mafioso, que la acomodó en un subterráneo de la parte superior del East Side. Por desgracia, su amante fue irregular en la prestación de apoyo financiero, probablemente debido a la naturaleza de su negocio. Sin embargo, Marita logró sobrevivir a lo largo de los años por ser informante pagada por las agencias policiales locales y federales, incluyendo el FBI, Aduanas y la DEA. Pero Marita Lorenz, siempre vivía al borde."
 Gaeton Fonzi, The Last Investigation (1993)

 Toda mi vida estuve vinculada, directa o indirectamente, a los servicios secretos, bien a través de mis amigos mafiosos o a través de empresas de seguridad y de detectives privados, como Wackenhut, una empresa muy cercana a la CIA. Hoy vivo en una ratonera en Queens, en un semisótano, con mi gato, mi tortuga y mi pez naranja. Sólo tengo un deseo: partir.
 Marita Lorenz , Entrevista a Paris Match

## Últimos años y fallecimiento
Vivía en un hogar de retiro en Queens, Nueva York, posteriormente se trasladaría a Oberhausen (Alemania), donde fallecería el 31 de agosto de 2019 a causa de un paro cardíaco, aunque la noticia de su fallecimiento no se daría a conocer hasta el 4 de septiembre del mismo año.

## Cultura popular
- Se hizo una película con su vida llamada: Querido Fidel: La historia de Marita Lorenz,[22] estrenada el 26 de julio de 2002.[1] Esta película está basada en su autobiografía llamada Lieber Fidel - Mein Leben, meine Liebe, mein Verrat (Querido Fidel - Mi vida, mi amor, mi traición) que Lorenz publicase en 1993.[2]

- Dirigida por Wilfried Huismann, producida por Sur Films y distribuida por Canela Films, actualmente la película de Hollywood será realizada por la compañía Sony Pictures Entertainment, y llevará por título «Marita», con la actriz ganadora del Óscar, Jennifer Lawrence, como protagonista.[23]